# Tillandsia maritima
Tillandsia maritima là một loài thực vật có hoa trong họ Bromeliaceae. Loài này được Matuda miêu tả khoa học đầu tiên năm 1971.